# IEEE 802.11ax
| Назва покоління                                              | Стандарт IEEE | Прийнятий | Максимальна швидкість з'єднання (Мбіт/c) | Смуги радіочастот (ГГц) |
| ------------------------------------------------------------ | ------------- | --------- | ---------------------------------------- | ----------------------- |
| Wi-Fi 8                                                      | 802.11bn      | (2028)    | ≤ 100000                                 | 2.4, 5, 6, 7, 42.5, 71  |
| Wi-Fi 7                                                      | 802.11be      | (2024)    | ≤ 46120                                  | 2.4, 5, 6               |
| Wi-Fi 6E                                                     | 802.11ax      | 2020      | ≤ 9608                                   | 6                       |
| Wi-Fi 6                                                      | 802.11ax      | 2019      | ≤ 9608                                   | 2.4, 5                  |
| Wi-Fi 5                                                      | 802.11ac      | 2014      | ≤ 6933                                   | 5                       |
| Wi-Fi 4                                                      | 802.11n       | 2008      | ≤ 600                                    | 2.4, 5                  |
| (Wi-Fi 3)*                                                   | 802.11g       | 2003      | ≤ 54                                     | 2.4                     |
| (Wi-Fi 2)*                                                   | 802.11a       | 1999      | ≤ 54                                     | 5                       |
| (Wi-Fi 1)*                                                   | 802.11b       | 1999      | ≤ 11                                     | 2.4                     |
| (Wi-Fi 0)*                                                   | 802.11        | 1997      | ≤ 2                                      | 2.4                     |
| * Назви Wi-Fi 0, 1, 2, 3 є широковживаними, однак неофіційні |               |           |                                          |                         |

IEEE 802.11ax, Wi-Fi 6, Wi-Fi 6E (також,англ. High-Efficiency Wireless HEW — бездротовий зв'язок високої ефективності) — стандарт бездротових локальних комп'ютерних мереж в наборі стандартів IEEE 802.11. На додачу до використання технологій MIMO і MU-MIMO (кілька антен для прийому і передачі), у стандарті WiFi 6 вводиться режим ортогонального частотного мультиплексування (OFDMA) для поліпшення спектральної ефективності та модуляція 1024-QAM для збільшення пропускної спроможності. Хоча номінальна швидкість передачі даних тільки на 37 % вище, ніж в попередньому стандарті IEEE 802.11ac (WiFi 5), очікується, що WiFi 6 дозволить в 4 рази збільшити середню пропускну здатність за рахунок більш ефективного використання спектра і поліпшень для щільного розгортання. Пристрої цього стандарту призначені для роботи в уже існуючих діапазонах 2,4 ГГц і 5 ГГц, але може включати додаткові смуги частот в діапазонах від 1 до 7 ГГц, у міру їх появи.
Фінальний текст стандарту IEEE 802.11ax був представлений в 2019 році; на виставці CES 2018 були представлені пристрої, які продемонстрували максимальну швидкість до 11 Гбіт / с..
Стандарт було офіційно затверджено 9 лютого 2021 року.

## Підтримувані швидкості
| Схеми модуляції та кодування для одного просторового потоку | Схеми модуляції та кодування для одного просторового потоку | Схеми модуляції та кодування для одного просторового потоку | Схеми модуляції та кодування для одного просторового потоку | Схеми модуляції та кодування для одного просторового потоку | Схеми модуляції та кодування для одного просторового потоку | Схеми модуляції та кодування для одного просторового потоку | Схеми модуляції та кодування для одного просторового потоку | Схеми модуляції та кодування для одного просторового потоку | Схеми модуляції та кодування для одного просторового потоку | Схеми модуляції та кодування для одного просторового потоку |
| ----------------------------------------------------------- | ----------------------------------------------------------- | ----------------------------------------------------------- | ----------------------------------------------------------- | ----------------------------------------------------------- | ----------------------------------------------------------- | ----------------------------------------------------------- | ----------------------------------------------------------- | ----------------------------------------------------------- | ----------------------------------------------------------- | ----------------------------------------------------------- |
| MCS індекс                                                  | тип модуляції                                               | темп кодування                                              | Швидкість передачі даних (в Мбіт/с)                         | Швидкість передачі даних (в Мбіт/с)                         | Швидкість передачі даних (в Мбіт/с)                         | Швидкість передачі даних (в Мбіт/с)                         | Швидкість передачі даних (в Мбіт/с)                         | Швидкість передачі даних (в Мбіт/с)                         | Швидкість передачі даних (в Мбіт/с)                         | Швидкість передачі даних (в Мбіт/с)                         |
| MCS індекс                                                  | тип модуляції                                               | темп кодування                                              | Канали 20 МГц                                               | Канали 20 МГц                                               | Канали 40 МГц                                               | Канали 40 МГц                                               | Канали 80 МГц                                               | Канали 80 МГц                                               | Канали 160 МГц                                              | Канали 160 МГц                                              |
| MCS індекс                                                  | тип модуляції                                               | темп кодування                                              | 1600 нс GI                                                  | 800 нс GI                                                   | 1600 нс GI                                                  | 800 нс GI                                                   | 1600 нс GI                                                  | 800 нс GI                                                   | 1600 нс GI                                                  | 800 нс GI                                                   |
| 0                                                           | BPSK                                                        | 1/2                                                         | 4 (?)                                                       | 8,6                                                         | 8 (?)                                                       | 17,2                                                        | 17 (?)                                                      | 36                                                          | 34 (?)                                                      | 36 (?)                                                      |
| 1                                                           | QPSK                                                        | 1/2                                                         | 16                                                          | 17                                                          | 33                                                          | 34                                                          | 68                                                          | 72                                                          | 136                                                         | 144                                                         |
| 2                                                           | QPSK                                                        | 3/4                                                         | 24                                                          | 26                                                          | 49                                                          | 52                                                          | 102                                                         | 108                                                         | 204                                                         | 216                                                         |
| 3                                                           | 16-QAM                                                      | 1/2                                                         | 33                                                          | 34                                                          | 65                                                          | 69                                                          | 136                                                         | 144                                                         | 272                                                         | 282                                                         |
| 4                                                           | 16-QAM                                                      | 3/4                                                         | 49                                                          | 52                                                          | 98                                                          | 103                                                         | 204                                                         | 216                                                         | 408                                                         | 432                                                         |
| 5                                                           | 64-QAM                                                      | 2/3                                                         | 65                                                          | 69                                                          | 130                                                         | 138                                                         | 272                                                         | 288                                                         | 544                                                         | 576                                                         |
| 6                                                           | 64-QAM                                                      | 3/4                                                         | 73                                                          | 77                                                          | 146                                                         | 155                                                         | 306                                                         | 324                                                         | 613                                                         | 649                                                         |
| 7                                                           | 64-QAM                                                      | 5/6                                                         | 81                                                          | 86                                                          | 163                                                         | 172                                                         | 340                                                         | 360                                                         | 681                                                         | 721                                                         |
| 8                                                           | 256-QAM                                                     | 3/4                                                         | 98                                                          | 103                                                         | 195                                                         | 207                                                         | 408                                                         | 432                                                         | +817                                                        | +865                                                        |
| 9                                                           | 256-QAM                                                     | 5/6                                                         | 108                                                         | 115                                                         | 217                                                         | 229                                                         | 453                                                         | 480                                                         | 907                                                         | +961                                                        |
| 10                                                          | 1024-QAM                                                    | 3/4                                                         | 122                                                         | 129                                                         | 244                                                         | 258                                                         | 510                                                         | 540                                                         | 1021                                                        | 1081                                                        |
| 11                                                          | 1024-QAM                                                    | 5/6                                                         | 135                                                         | 143                                                         | 271                                                         | 287                                                         | 567                                                         | 600                                                         | 1134                                                        | 1201                                                        |

## Технічні поліпшення
Зміна 802.11ax принесе кілька ключових поліпшень в порівнянні з 802.11ac. Стандарт 802.11ax застосовується до смуг частот від 1 ГГц до 5 ГГц. Отже, на відміну від 802.11ac, 802.11ax також буде працювати в неліцензованому діапазоні 2,4 ГГц. Для досягнення мети підтримки щільного розгортання 802.11 були схвалені наступні функції.
| особливість                                              | 802.11ac                 | 802.11ax | коментар |
| -------------------------------------------------------- | ------------------------ | --- | --- |
| OFDMA                                                    | недоступний              | Централізовано контрольований доступ до середовища з динамічним призначенням 26, 52, 106, 242 (?), 484 (?), Або 996 (?) Тонів на станцію. Кожен тон складається з однієї піднесе з пропускною здатністю 78,125кГц. Тому смуга пропускання, яку займає однією передачею OFDMA, знаходиться між 2,03125 МГц і 80 МГц. | OFDMA розділяє спектр в одиницях частотно-часового ресурсу (RU). Центральний координуючий об'єкт (Ретрансляційна точка доступу (Access Point, AP) в 802.11ax) призначає RU для прийому або передачі пов'язаним станціям. Завдяки централізованому плануванню RU можна уникнути конфліктів, що підвищує ефективність в сценаріях щільного розгортання. |
| Розрахований на багато користувачів MIMO (MU-MIMO)       | Доступно в напрямку вниз | Доступно в напрямку вниз і вгору | З MIMO низхідній лінії зв'язку пристрій може передавати дані одночасно на кілька приймачів, а з MIMO висхідній лінії зв'язку пристрій може одночасно приймати від декількох передавачів. У той час як OFDMA розділяє приймачі на різні RU, з MU MIMO пристрою розділяються на різні просторові потоки. У стандарті 802.11ax технології MU MIMO і OFDMA можуть використовуватися одночасно. Щоб дозволити передачі MU по висхідній лінії зв'язку (UL), AP передає новий кадр управління (Trigger), який містить інформацію про планування (розподілу RU для станцій, схему модуляції і кодування (MCS), яка повинна використовуватися для кожної станції). Крім того, Trigger також забезпечує синхронізацію для передачі по висхідній лінії зв'язку, оскільки передача починається SIFS після закінчення Trigger. |
| Випадковий доступ на основі тригера                      | недоступний              | Дозволяє виконувати передачі UL OFDMA станціями, яким не призначені RU безпосередньо. | У кадрі тригера AP зазначає інформацію планування для подальшої передачі UL MU. Однак кілька RU можуть бути призначені для довільного доступу. Станції, яким не призначені RU, можуть безпосередньо виконувати передачі в RU, призначених для довільного доступу. Щоб зменшити ймовірність колізії (тобто ситуацію, коли дві або більше станції вибирають один і той же RU для передачі), поправка 802.11ax визначає спеціальну процедуру відкоту OFDMA. Довільний доступ зручний для передачі звітів про стан буфера, коли AP не має інформації про виклик трафіку UL на станції. |
| Повторне використання просторової частоти                | недоступний              | Розфарбування дозволяє пристроям відрізняти передачі в своїй власній мережі від передач в сусідніх мережах. Поріг адаптивної потужності і чутливості дозволяє динамічно регулювати потужність передачі і поріг виявлення сигналу для збільшення просторового повторного використання.                               | Без можливостей просторового повторного використання пристрою відмовляються передавати одночасно з передачами, що відбуваються в інших сусідніх мережах. З забарвленням, бездротова передача відзначена на самому початку, допомагаючи оточуючим пристроїв вирішувати, чи припустимо одночасне використання бездротового середовища чи ні. Станції дозволяється розглядати бездротову середу як неактивну і починати нову передачу, навіть якщо виявлений рівень сигналу з сусідньої мережі перевищує поріг виявлення застарілого сигналу, за умови, що потужність передачі для нової передачі відповідним чином зменшена. |
| Вектор розподілу мережі (Network allocation vector, NAV) | одинарний NAV            | подвійний NAV | У сценаріях щільного розгортання значення NAV, встановлене кадром, що виходить з однієї мережі, може бути легко скинуто кадром, створеним з іншої мережі, що призводить до неправильного поводження і конфліктів. Щоб уникнути цього, кожна станція 802.11ax буде підтримувати два окремих NAV — один NAV модифікується кадрами, що виходять із мережі, з якою пов'язана станція, інший NAV модифікується кадрами, що відбуваються з перекриваються мереж. |
| Цільове час пробудження (Target Wake Time, TWT)          | недоступний              | TWT знижує енергоспоживання і середній доступ до мережі. | TWT — це концепція, розроблена в 802.11ah. Вона дає їм змогу прокидатися в інші періоди, крім періоду передачі маяка. Крім того, AP може групувати пристрій по різному періоду TWT, тим самим зменшуючи кількість пристроїв, одночасно конкурують за бездротову середу. |
| фрагментація                                             | статична фрагментація    | динамічна фрагментація | При статичної фрагментації всі фрагменти пакета даних мають однаковий розмір, за винятком останнього. При динамічної фрагментації пристрій може заповнювати доступні RU інших можливостей для передачі до доступної максимальної тривалості. Таким чином, динамічна фрагментація допомагає знизити накладні витрати. |
| Тривалість захисного інтервалу                           | 0,4 мкс або 0,8 мкс      | 0,8 мкс, 1,6 мкс або 3,2 мкс | Збільшена тривалість захисного інтервалу забезпечує кращий захист від поширення затримки сигналу, як це відбувається на відкритому повітрі. |
| тривалість символу                                       | 3,2 мкс                  | 3,2 мкс, 6,4 мкс або 12,8 мкс | Збільшена тривалість символу дозволяє підвищити ефективність. |

## Продукція

### Мікросхеми
- 17 жовтня 2016 року Quantenna анонсувала QSR10G-AX — набір мікросхем, сумісний з Draft 1.0 і підтримує вісім потоків 5 ГГц і чотири потоки 2,4 ГГц. У січні 2017 року Quantenna додала QSR5G-AX в своє портфоліо з підтримкою чотирьох потоків в обох смугах. Обидва продукти призначені для маршрутизаторів і точок доступу.
- 13 лютого 2017 року Qualcomm анонсувала перші продукти з 802.11ax:
  - IPQ8074 — це повноцінна SoC з чотирма ядрами Cortex-A53 . Підтримується вісім потоків по 5 ГГц і чотири по 2,4 ГГц.19[джерело?]
  - Набір мікросхем QCA6290, який підтримує два потоки в обох діапазонах і призначений для мобільних пристроїв.
- 15 серпня 2017 року Broadcom оголосила про своє 6-те покоління продуктів Wi-Fi з підтримкою 802.11ax.
  - BCM43684 і BCM43694 — це чипи MIMO 4 × 4 з повною підтримкою 802.11ax, а BCM4375 забезпечує 2 × 2 MIMO 802.11ax разом з Bluetooth 5.0.
- 11 грудня 2017 року Marvell анонсувала чипсети 802.11ax, що складаються з 88W9068, 88W9064 і 88W9064S.
- 21 лютого 2018 року Qualcomm анонсувала WCN3998, набір мікросхем 802.11ax 2x2 для смартфонів і мобільних пристроїв.
- Станом на квітень 2018 року Intel працює над набором мікросхем 802.11ax для мобільних пристроїв, Wireless-AX 22560 з кодовою назвою Harrison Peak.

### Пристрої
- 30 серпня 2017 року Asus [Архівовано 30 січня 2021 у Wayback Machine.] анонсувала перший маршрутизатор 802.11ax. RT-AX88U використовує чипсет Broadcom, має 4 × 4 MIMO в обох смугах і досягає максимуму 1148 Мбіт / с на 2,4 ГГц і 4804 Мбіт / с на 5 ГГц.
- 12 вересня 2017 року Huawei анонсувала свою першу точку доступу 802.11ax. AP7060DN використовує 8 × 8 MIMO і заснований на обладнанні Qualcomm.
- 25 січня 2018 року Aerohive Networks анонсувала перша родина точок доступу 802.11ax. AP630, AP650 і AP650X засновані на чипсетах Broadcom.
- 20 лютого 2019 року Samsung представила мобільні телефони серії Samsung Galaxy S10 з підтримкою Wi-Fi 6.
- 18 травня 2020 року вийшов Honor Router 3[19] .